# San Luis (provincie)
San Luis is een van de 23 provincies van Argentinië, gelegen in het midden van het land. De provincie grenst vertrekkende van het noorden en vervolgens in wijzerszin aan de provincies La Rioja, Córdoba, La Pampa, Mendoza en San Juan.
De hoofdstad van de provincie is de gelijknamige stad San Luis.

## Departementen
De provincie is onderverdeeld in negen departementen (departamentos).

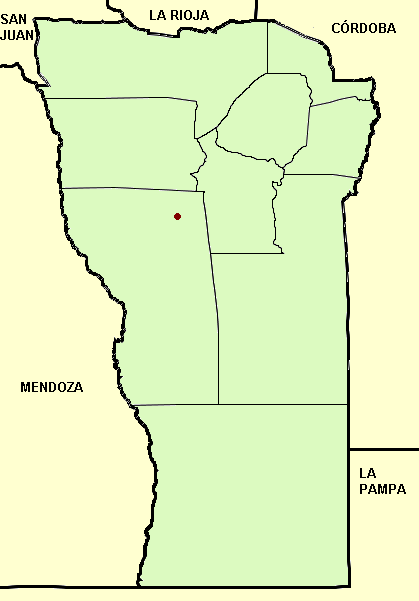
Bestuurlijke indeling van de provincie San Luis en haar hoofdstad

| Nr. | Departement | Departement                   | Hoofdplaats                    | Inwoners | Oppervlakte |
| --- | ----------- | ----------------------------- | ------------------------------ | -------- | ----------- |
| 1   |             | Ayacucho                      | San Francisco del Monte de Oro | 18.927   | 9.681 km²   |
| 2   |             | Belgrano                      | Villa General Roca             | 3.945    | 6.626 km²   |
| 3   |             | Chacabuco                     | Concarán                       | 20.644   | 2.651 km²   |
| 4   |             | Coronel Pringles              | La Toma                        | 13.082   | 4.484 km²   |
| 5   |             | General Pedernera             | Villa Mercedes                 | 125.470  | 15.057 km²  |
| 6   |             | Gobernador Dupuy              | Buena Esperanza                | 11.532   | 19.632 km²  |
| 7   |             | Juan Martín de Pueyrredón     | San Luis                       | 204.512  | 13.120 km²  |
| 8   |             | Junín                         | Santa Rosa de Conlara          | 28.808   | 2.476 km²   |
| 9   |             | Libertador General San Martín | San Martín                     | 4.668    | 3.021 km²   |

Buenos Aires · Catamarca · Chaco · Chubut · Córdoba · Corrientes · Entre Ríos · Formosa · Jujuy · La Pampa · La Rioja · Mendoza · Misiones · Neuquén · Río Negro · Salta · San Juan · San Luis · Santa Cruz · Santa Fe · Santiago del Estero · Tucumán · Vuurland, Antarctica en Zuid-Atlantische eilanden
De Argentijnse hoofdstad Buenos Aires valt als federaal district buiten de provinciale indeling.